# Godzina myśli
Godzina myśli (inc. „Głuche cierpiących jęki, śmiech ludzki nieszczery”) – poemat napisany przez Juliusza Słowackiego na przełomie lat 1832–1833 w Genewie. Jego pierwodruk ukazał się w trzecim tomie Poezji w 1833 w Paryżu.
Sam poeta w liście do swojej matki wiersz ten nazywa „poematem serca, w którym jest całe moje dzieciństwo”. Utwór bywał interpretowany wyłącznie jako autobiografia. Takimi elementami są w dziele m.in. miłość do Ludwiki Śniadeckiej i przyjaźń z Ludwikiem Spitznaglem, jednak całość nie odnosi się jedynie do życia Słowackiego, stanowi raczej krytyczny rozrachunek z pewnym etapem życia bohatera o postawie romantycznej. Poemat został przetłumaczony na język czeski, francuski i włoski.